# ストークス郡 (ノースカロライナ州)
ストークス郡（ストークスぐん、英: Stokes County）は、アメリカ合衆国ノースカロライナ州の北部に位置する郡である。2010年国勢調査での人口は47,401人であり、2000年の44,712人から6.0%増加した。郡庁所在地はダンベリー町（人口189人）であり、同郡で人口最大の町は南のフォーサイス郡に跨るキング町（人口6,904人）である。

## 歴史

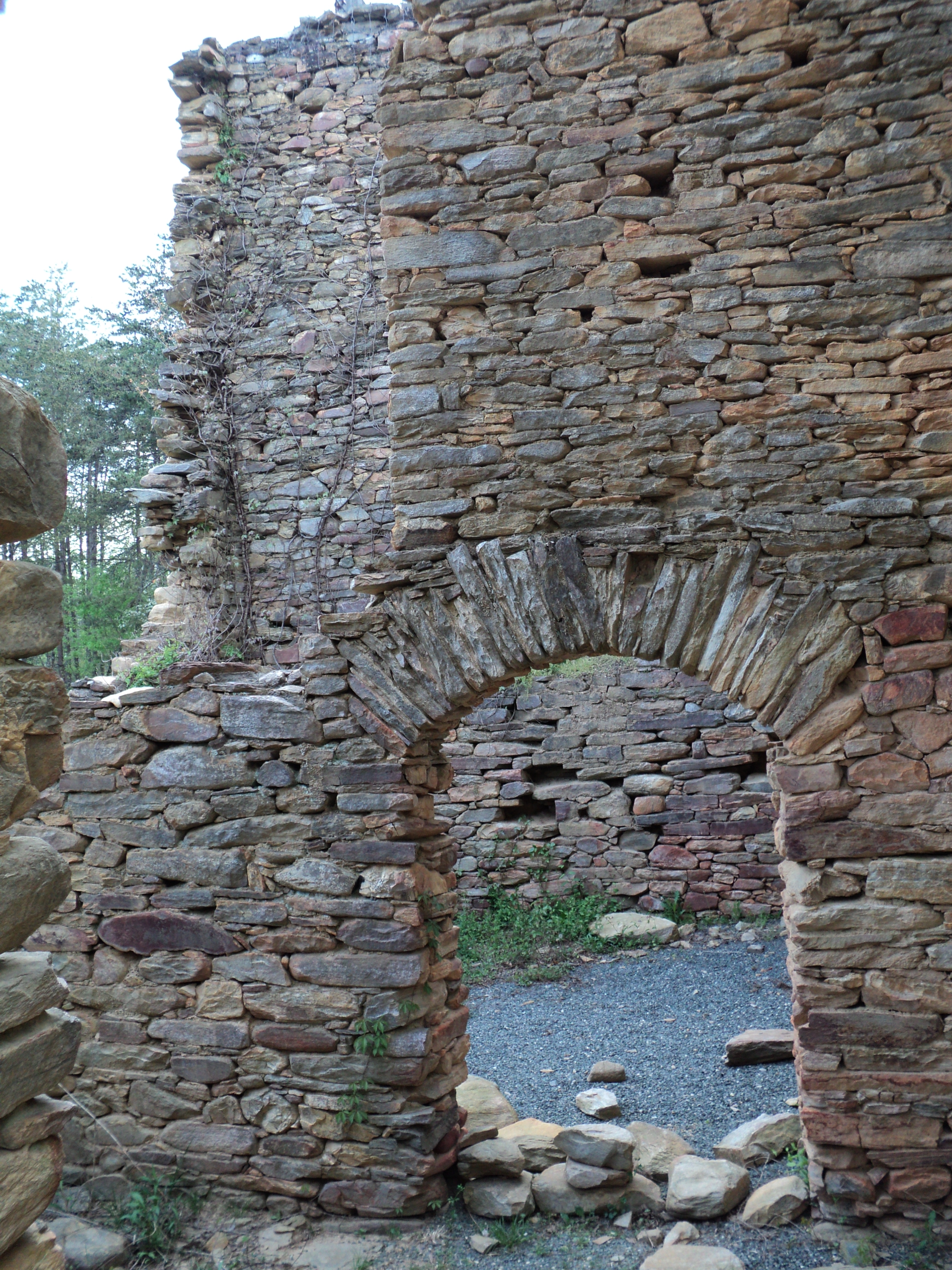
石の家の廃墟、1770年頃に、アメリカ独立戦争の軍人でパイオニアのジャック・マーティン大尉が建設、アメリカ合衆国国家歴史登録財に指定

ストークス郡は1789年にサリー郡から分離して設立された。郡名はアメリカ独立戦争時のジョン・ストークス大尉に因んで名付けられた。ストークスは、1780年にワックスホー地域でイギリス軍のバナスター・タールトン大佐の騎兵隊が大陸軍エイブラハム・ビュフォード大佐のバージニア連隊を壊滅させたときに、重傷を負った。戦後ストークスはアメリカ合衆国地区裁判所ノースカロライナの判事に指名された。1849年、ストークスの南半分がフォーサイス郡となった。
南北戦争のとき、ダンベリーに近いモラトック製鉄炉が南軍の鋳物工場になった。1865年4月、北軍ジョージ・ストーンマン将軍の騎兵隊がこの地域に広範な襲撃を敢行したときに破壊された。
ハンギングロック州立公園は主に1936年に寄付された土地で構成され、2005年時点の広さは6,921エーカー (28.01 km2) ある。公園にある施設の多くは、1935年から1942年に市民保全部隊が建設した。この公園はソーラタウン山地の上にあり、観光案内所、人口湖、ハイキング道、登山道、ピクニック場、キャンプ場などがある。

## 郡政府
ストークス郡は地域自治体の委員会であるノースウェスト・ピードモント自治体委員会のメンバーである。郡政府は5人の委員で構成される郡政委員会と指名されるマネジャーおよび税務管理官が統治している。他に選挙で選ばれる役人としては、保安官、裁判所事務官、土地登記官がいる。教育委員会も5人の選挙で選ばれる委員で構成され、監督官を指名し、郡政委員会に予算を提出して承認を求める。

## 地理

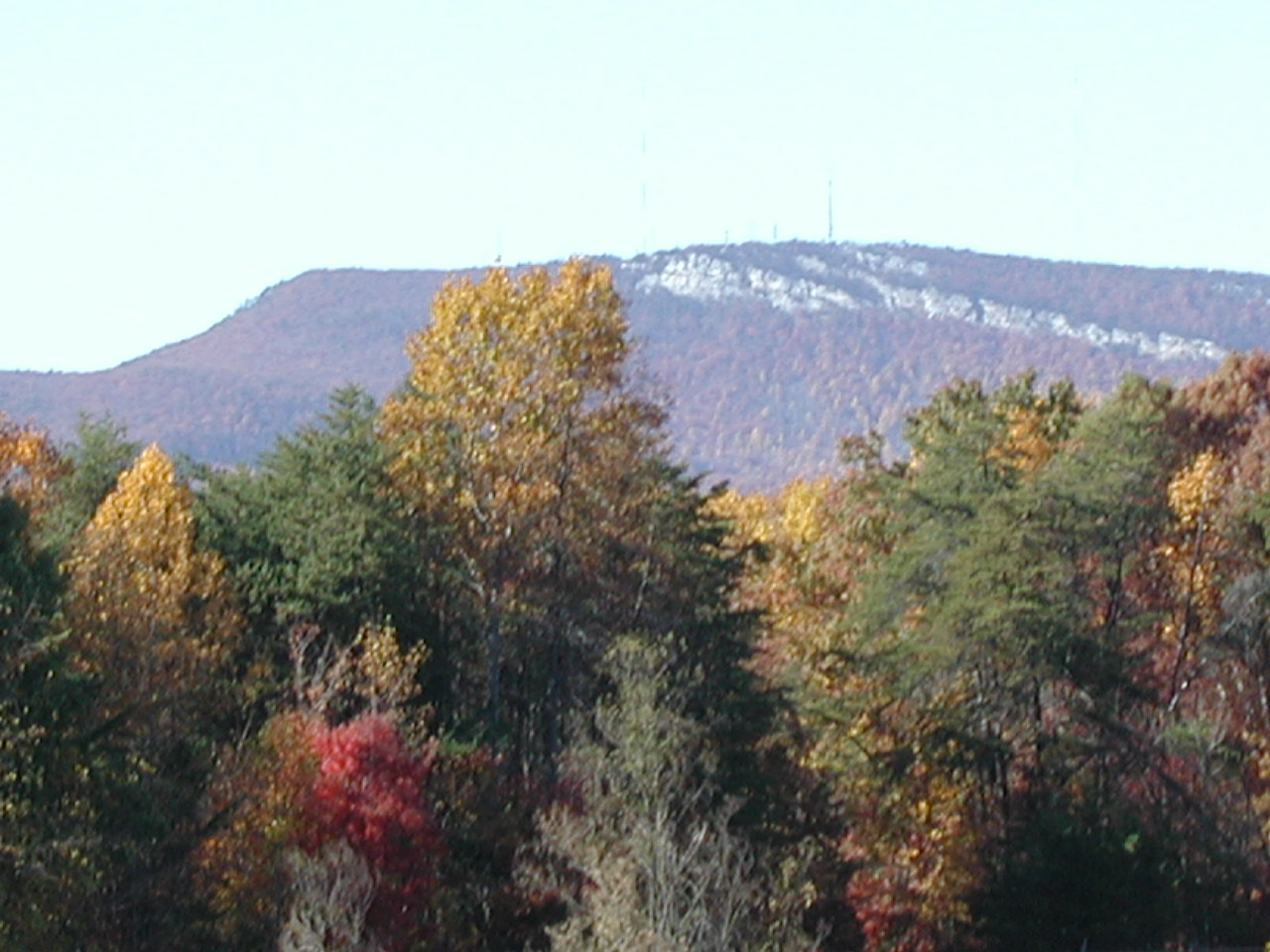
ソーラタウン山地がストークス郡を横切っている。他は穏やかにうねるピードモント台地の丘陵である

アメリカ合衆国国勢調査局に拠れば、郡域全面積は456平方マイル (1,181 km2)であり、このうち陸地452平方マイル (1,170 km2)、水域は4平方マイル (10 km2)で水域率は0.89%である。ストークス郡は、州の西、ピードモント台地に入っている。地形の大半は穏やかにうねる田園部である。しかしソーラタウン山地がストークス郡の中央を横切っている。この山地の名前はヨーロッパ人が入ってくる前にこの地域に住んでいたソーラ族インディアンから採られている。ソーラタウン山地はギザギザの尾根が連なり、さらに西にあるブルーリッジ山脈の孤立した支脈である。面積では郡の5%を占めるだけだが、周辺から急に800ないし1,700フィート (240 - 510 m) 立ち上がっているので、どこから見ても景色を支配している。この中の最高地点は、標高2,579フィート (786 m) のムーアズノブである。郡域の大半は標高1,000フィート (300 m) 未満である。ダン川が郡の北西隅から南東部に流れ、56マイル (90 km) 以上のレクリエーション地域を作っている。郡内にはハンギングロック州立公園があり、また南東隅にはベルーズ湖の大半が入っている。

### 郡区
ストークス郡は9つの郡区に分割されている。ビーバーアイランド、ビッグクリーク、ダンベリー、メドウズ、ピーターズクリーク、クエーカーギャップ、ソーラタウン、スノークリーク、ヤドキンの各郡区である。

### 主要高規格道路
- アメリカ国道52号線
- アメリカ国道311号線
- ノースカロライナ州道8号線
- ノースカロライナ州道65号線
- ノースカロライナ州道66号線
- ノースカロライナ州道89号線
- ノースカロライナ州道268号線
- ノースカロライナ州道704号線
- ノースカロライナ州道770号線
- ノースカロライナ州道772号線

### 隣接する郡
- パトリック郡 (バージニア州) - 北
- ヘンリー郡 (バージニア州) - 北北東
- ロッキンガム郡 - 東
- フォーサイス郡 - 南
- サリー郡 - 西

## 人口動態
以下は2000年の国勢調査による人口統計データである。
| 基礎データ - 人口: 44,712人 - 世帯数: 17,579 世帯 - 家族数: 13,043 家族 - 人口密度: 38人/km2（99人/mi2） - 住居数: 19,262軒 - 住居密度: 16軒/km2（43軒/mi2） 人種別人口構成 - 白人: 93.43% - アフリカン・アメリカン: 4.66% - ネイティブ・アメリカン: 0.24% - アジア人: 0.19% - 太平洋諸島系: 0.05% - その他の人種: 0.88% - 混血: 0.54% - ヒスパニック・ラテン系: 1.87% | 年齢別人口構成 - 18歳未満: 24.5% - 18-24歳: 7.3% - 25-44歳: 31.4% - 45-64歳: 25.0% - 65歳以上: 11.8% - 年齢の中央値: 37歳 - 性比（女性100人あたり男性の人口） - 総人口: 96.1 - 18歳以上: 92.6 世帯と家族（対世帯数） - 18歳未満の子供がいる: 33.8% - 結婚・同居している夫婦: 60.6% - 未婚・離婚・死別女性が世帯主: 9.7% - 非家族世帯: 25.8% - 単身世帯: 22.8% - 65歳以上の老人1人暮らし: 8.9% - 平均構成人数 - 世帯: 2.51人 - 家族: 2.94人 | 収入と家計 - 収入の中央値 - 世帯: 38,808米ドル - 家族: 44,615米ドル - 性別 - 男性: 30,824米ドル - 女性: 24,319米ドル - 人口1人あたり収入: 18,130米ドル - 貧困線以下 - 対人口: 9.1% - 対家族数: 6.9% - 18歳未満: 10.0% - 65歳以上: 15.9% |

## 都市と町

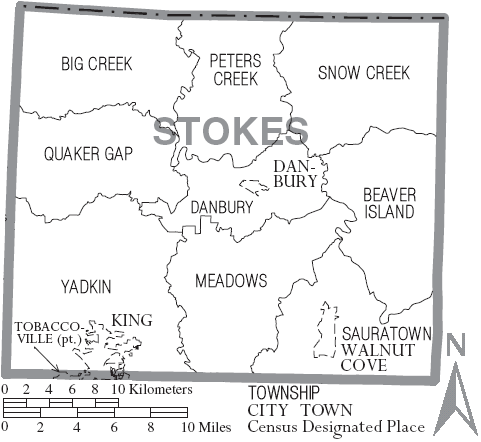
ストークス郡の自治体と郡区

- ダンベリー - 郡庁所在地
- キング
- ウォルナットコーブ

### 未編入の町
| - アーロンズコーナー - アズベリー - ボイルズチャペル - ブルックコーブ - ブラウンマウンテン - キャンベル - カペラ - セラミック - チェスナットグローブ - コリンズタウン - ダルトン - デルタ | - ディラード - ドッジタウン - フラットロック - フラットショールズ - フランシスコ - ギャップ - ジャーマントン - ハートマン - ローソンビル - メドウズ - ムーアズスプリングス - マウンテンビュー | - マウントオリーブ - ニートマン - オークリッジ - パインホール - ピナクル - ポプラスプリングス - プレストンビル - クエーカーギャップ - ローズバッド - サンディリッジ - ボランティア - ウェストフィールド |

## 事業と労働力
ストークス郡は、ウィンストン・セーラム、グリーンズボロ、マウント・エアリーなど周辺にある大都市のベッドタウンになってきた。インフラなど幾つかの理由で経済開発に苦闘してきた。郡の指導層はこれを理解し、新しい雇用機会を創出し、成長を一段と強化しようとしている。幾つか中小企業が郡内で成功しており、また小売店、レストラン、サービス部門の専門職もいる。郡内最大の雇用主は政府と教育学区である。